# Johannes von Jenner

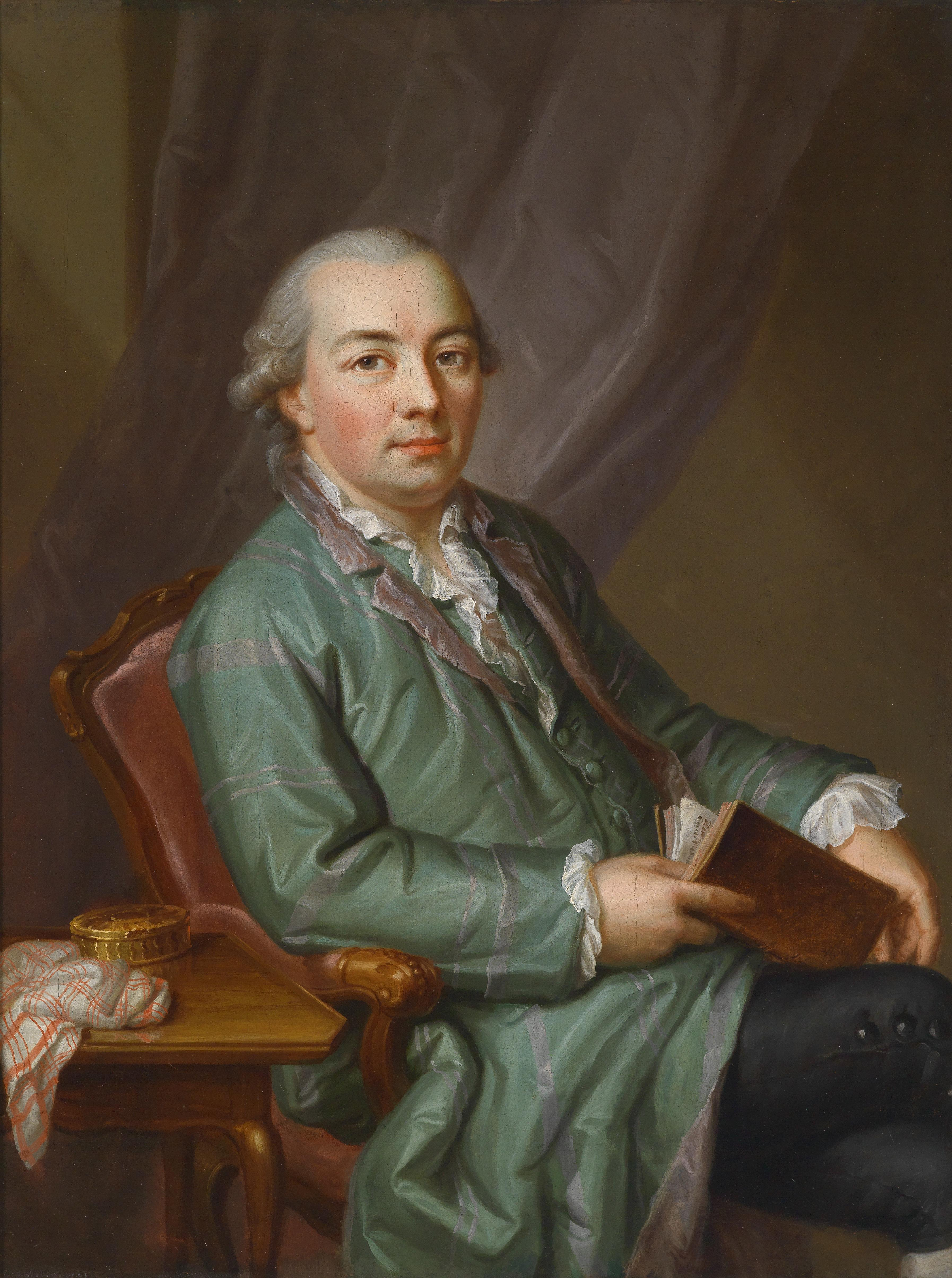
Johannes von Jenner, Bildnis von Jakob Emanuel Handmann (1775)

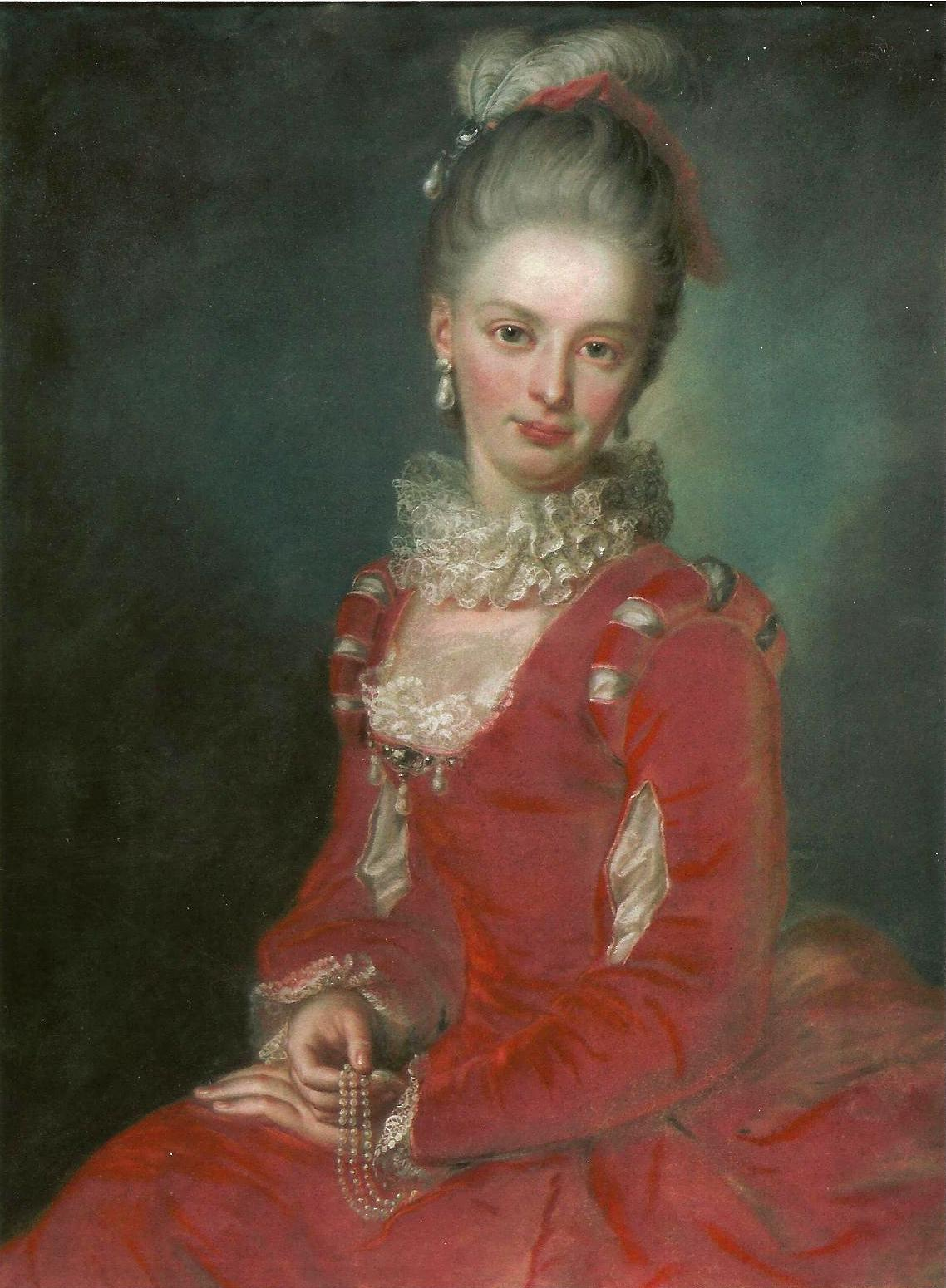
Marianne Jenner, Bildnis von Jakob Emanuel Handmann (um 1770)

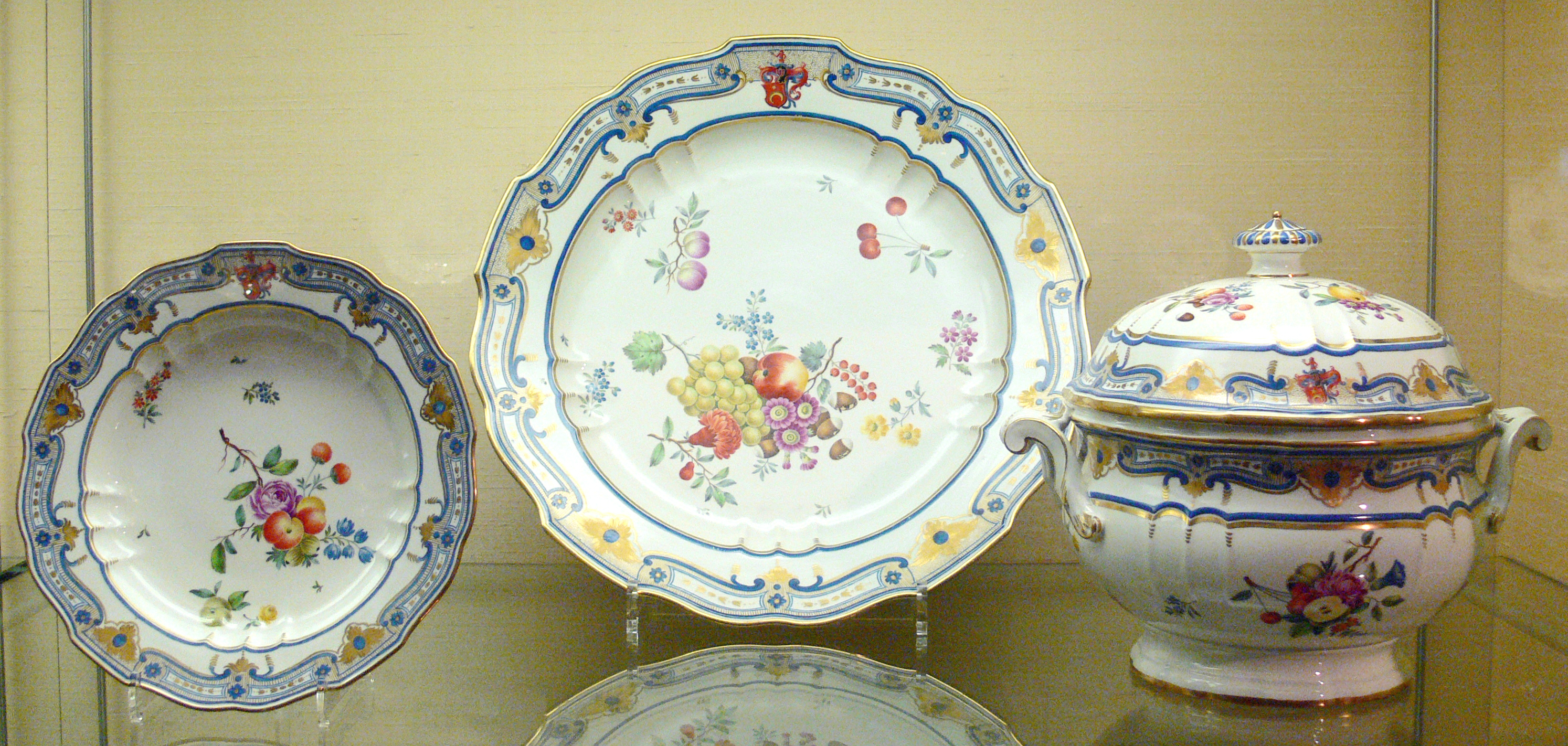
Teile aus dem Frankenthaler Jenner-Service (1782)

Johannes von Jenner (* 1735 in Bern; † 1787 in Lindau; Bürger von Bern) war ein Schweizer Magistrat.

## Leben
Johannes von Jenner wurde als Sohn des Landvogts Adrian (III.) von Jenner (1693–1788) und der Marianne Müller geboren. Er wirkte ab 1771 als Salzbuchhalter in Bern, verheiratete sich 1772 mit seiner entfernten Cousine Marianne von Jenner (1754–1728), gelangte 1775 in den Grossen Rat der Stadt Bern und wurde schliesslich 1780 zum Salzkassaverwalter bestellt. In dieser Eigenschaft verhandelte er als Gesandter in Paris und Bayern Salzlieferungen für die Stadt und Republik Bern. Sein Schwager Gottlieb Abraham von Jenner begleitete ihn 1781 auf der Reise nach München und Mannheim. Im Zusammenhang mit dieser Gesandtschaft beschenkte ihn Karl Theodor, Kurfürst von der Pfalz und Bayern, mit einem umfangreichen Porzellan-Service aus der Frankenthaler Manufaktur. Nachdem Jenner Geld der bernischen Salzkasse veruntreut hatte, floh er nach Lindau, wo er 1787 Selbstmord beging.
Teile des Services befinden sich heute in den Sammlungen des Bernischen Historischen Museums (ausgestellt im Schloss Oberhofen), der Reiss-Engelhorn-Museen und in Privatbesitz.